# Église Saint-Jean-Baptiste de Rochejean
L'église Saint-Jean-Baptiste de Rochejean  est une église des XVe siècle, XVIIIe siècle et XXe siècle située à Rochejean, dans le Haut-Doubs en Franche-Comté. Elle est dédiée à saint Jean le Baptiste.

## Localisation
L'église est située dans la partie haute du village, sur la rive gauche du Doubs.

## Historique
L'église paroissiale Saint-Jean-Baptiste fut construite au XVe siècle à l'emplacement d'une ancienne chapelle dédiée à saint Denis datant du XIVe siècle, époque de la création du village.
En 1753, un incendie ravage le village et l'église est en partie détruite. Le clocher sera démoli et reconstruit en 1779, date gravée sur le fronton.
En 1961, l'église est à nouveau incendiée par la foudre : détruits, la toiture et le dôme seront reconstruits dans leur état actuel.

## Description
L'édifice, en pierre calcaire blanche, est couvert de tuiles plates.
Le clocher-porche de style comtois est surmonté d'un dôme à l'impériale recouvert de tuiles vernissées disposées en losange.

### Images de l'extérieur

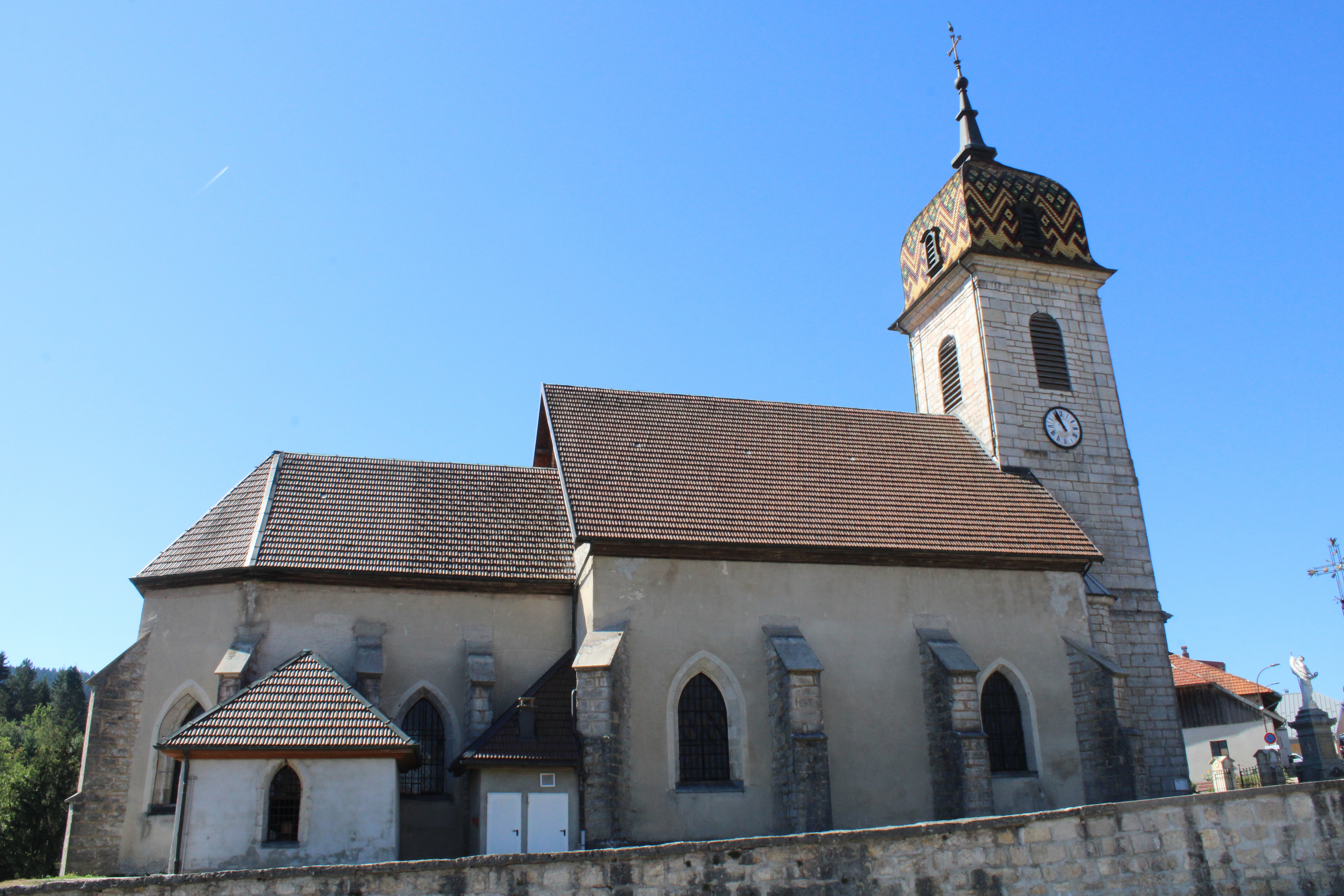
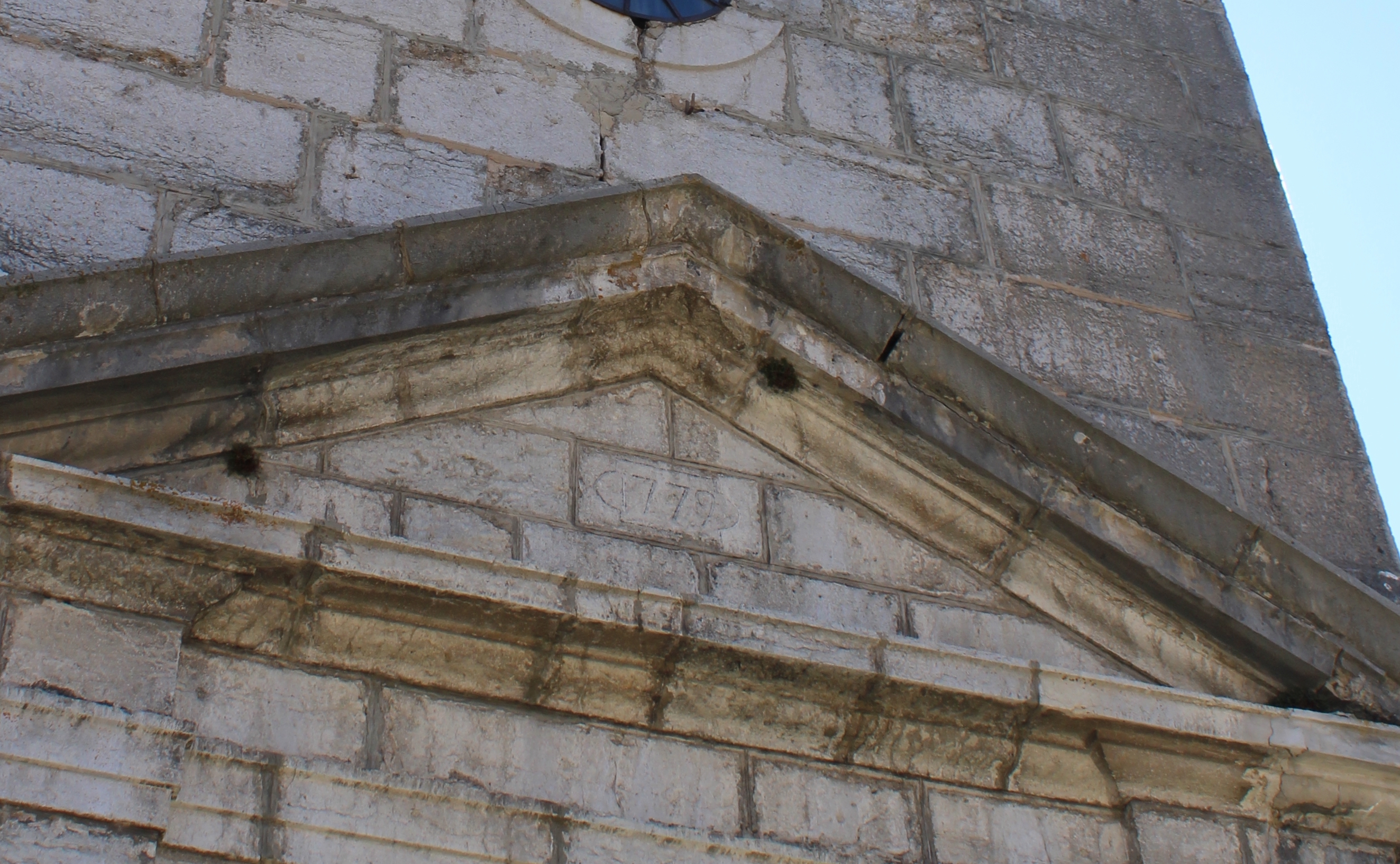
Sur le fronton est écrite le date de la reconstruction du clocher : 1779.
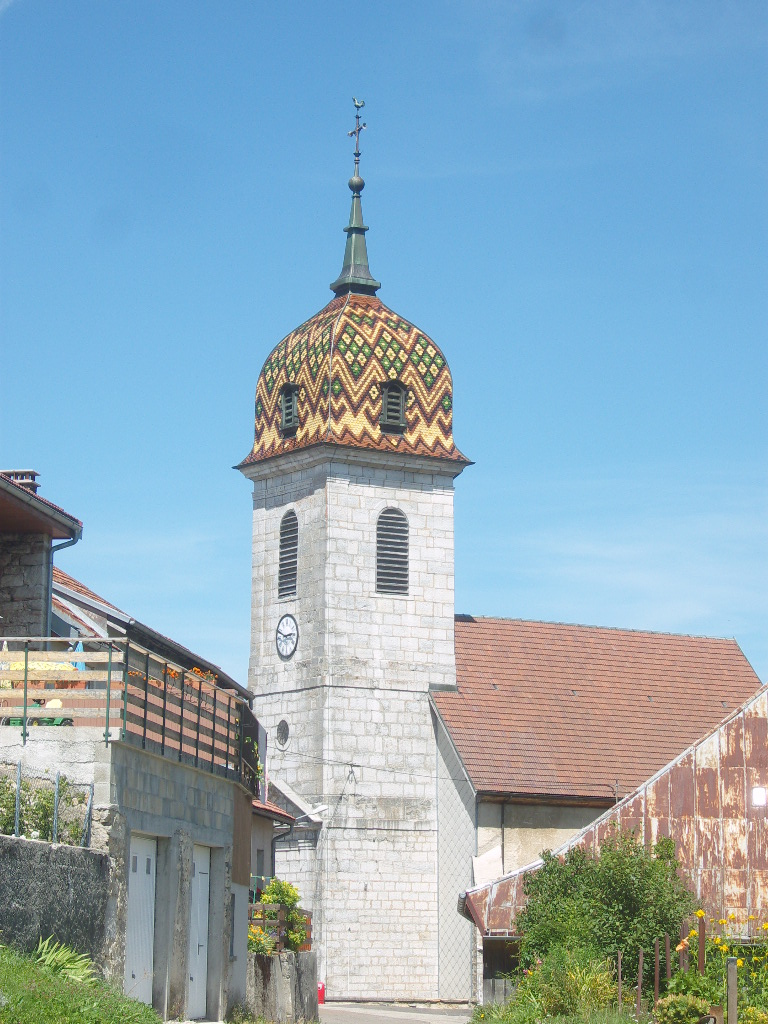
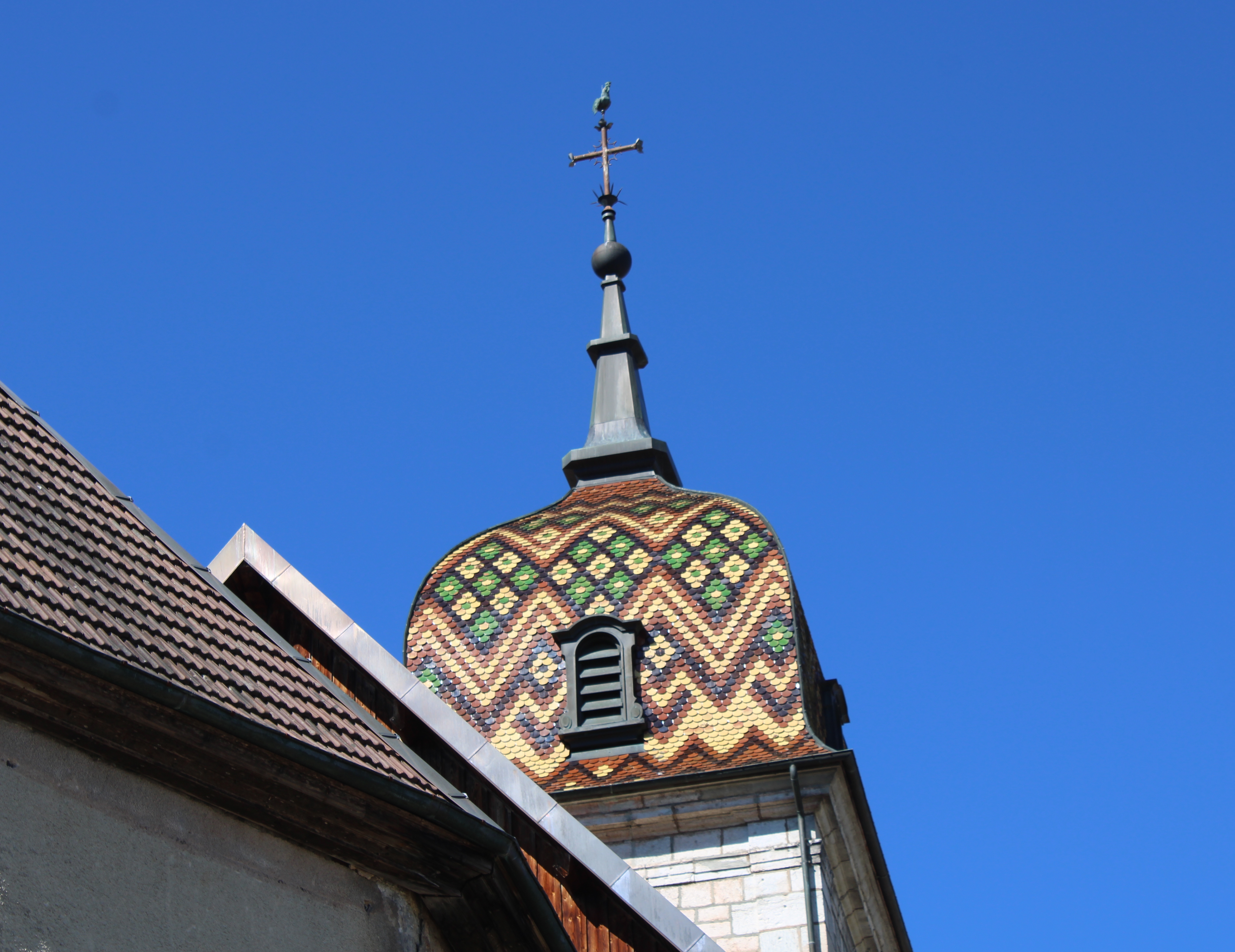
Le clocher comtois.
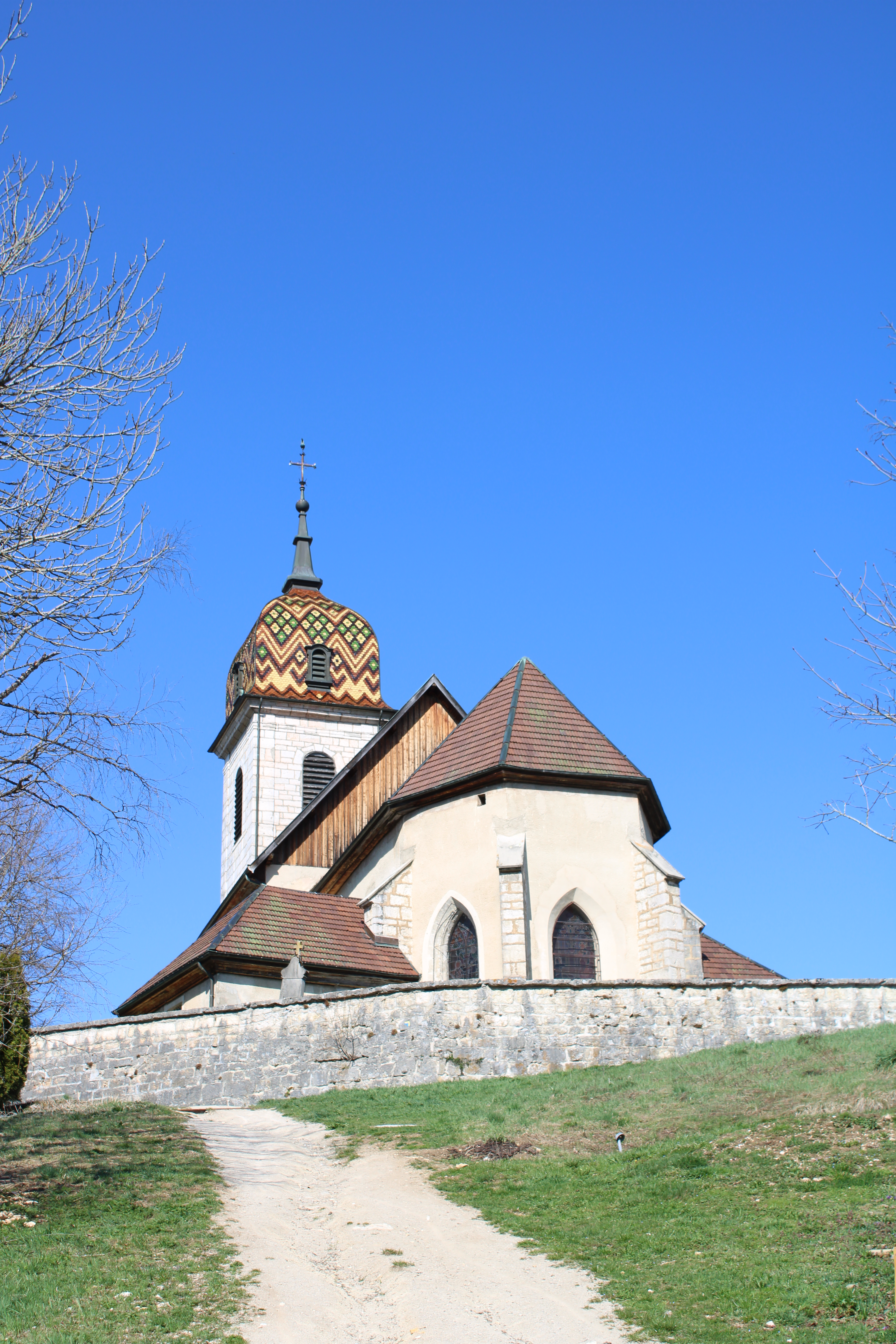

### Images de l'intérieur

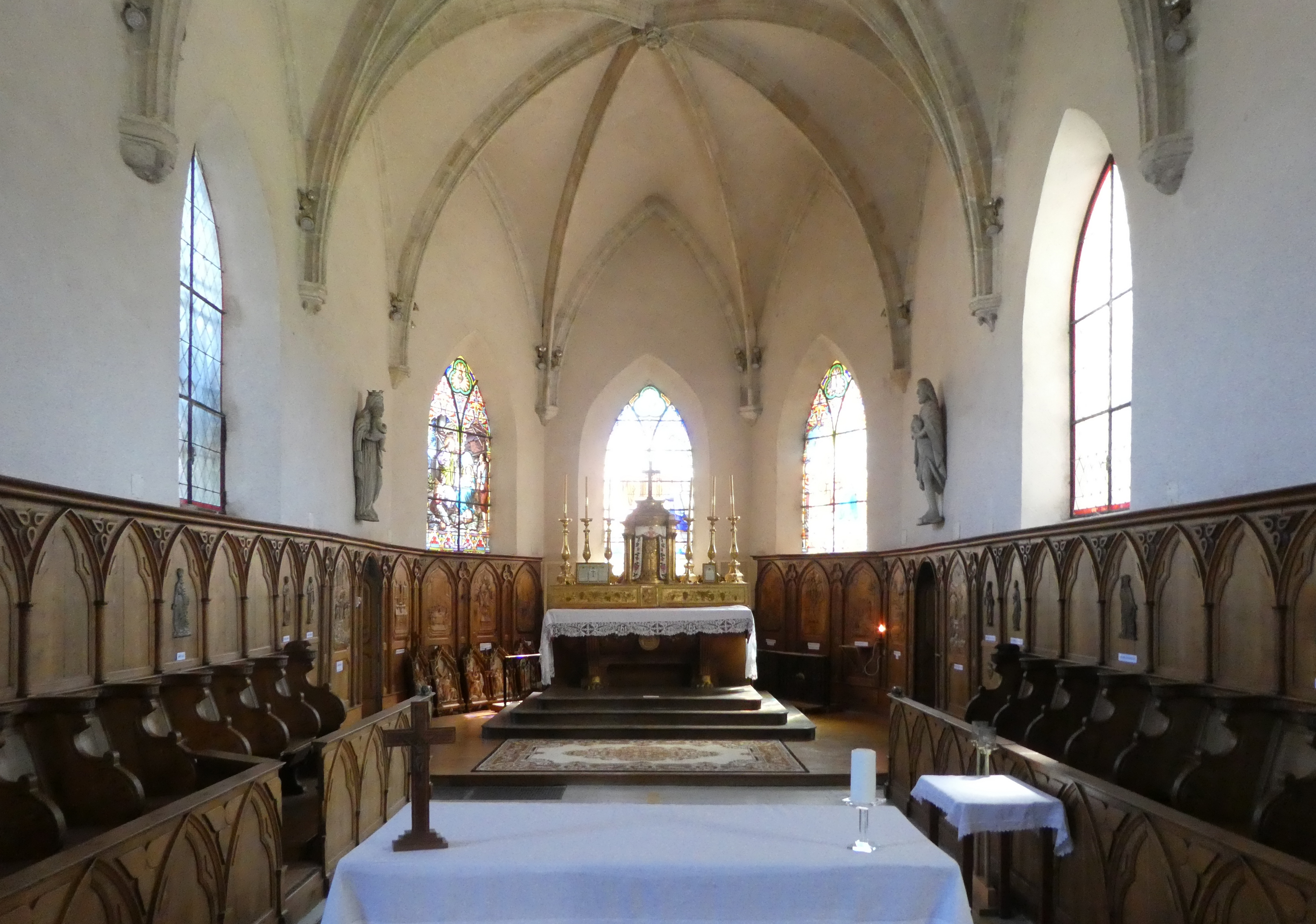
Le chœur et les stalles.
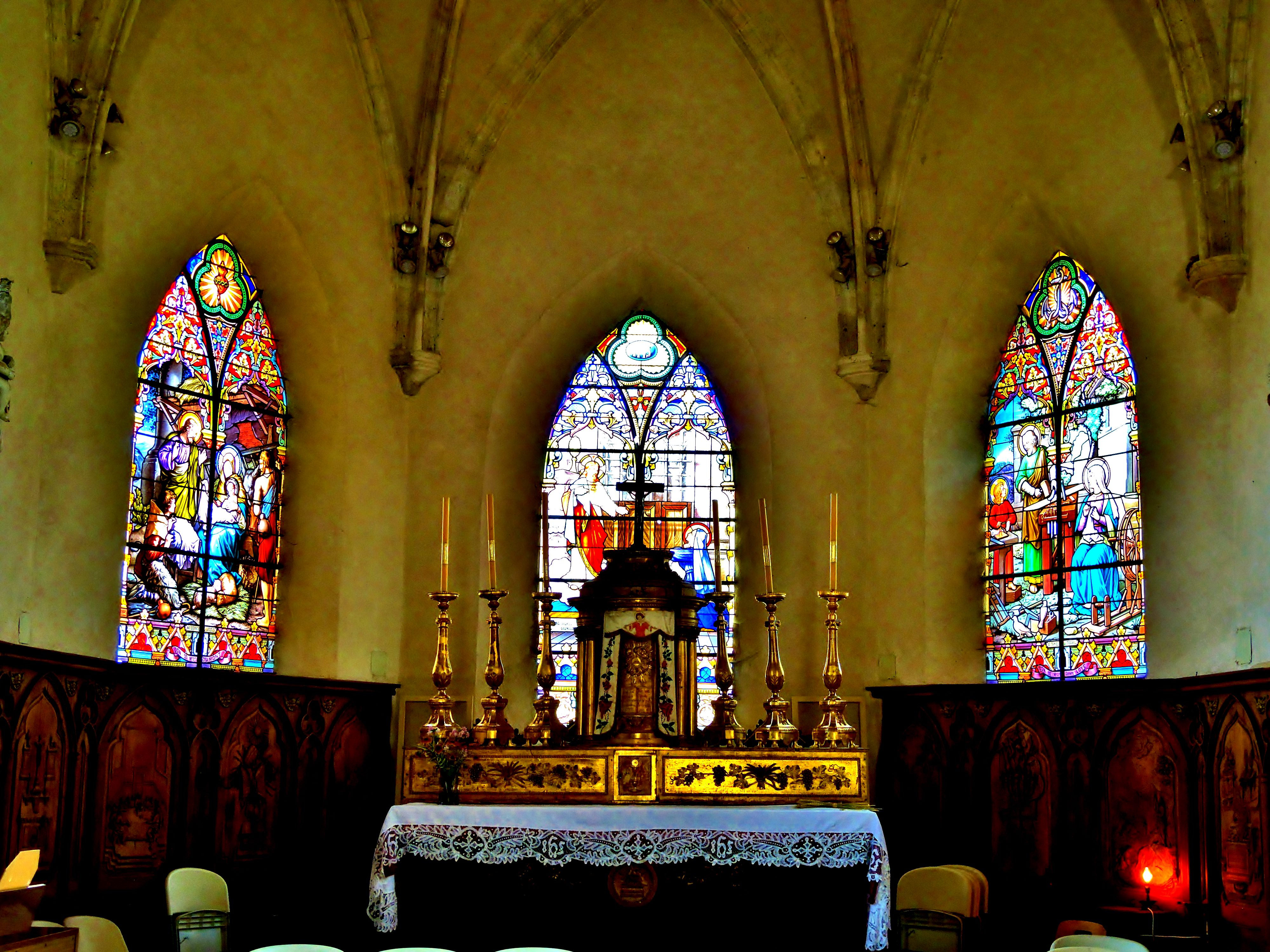
Les vitraux du chœur.
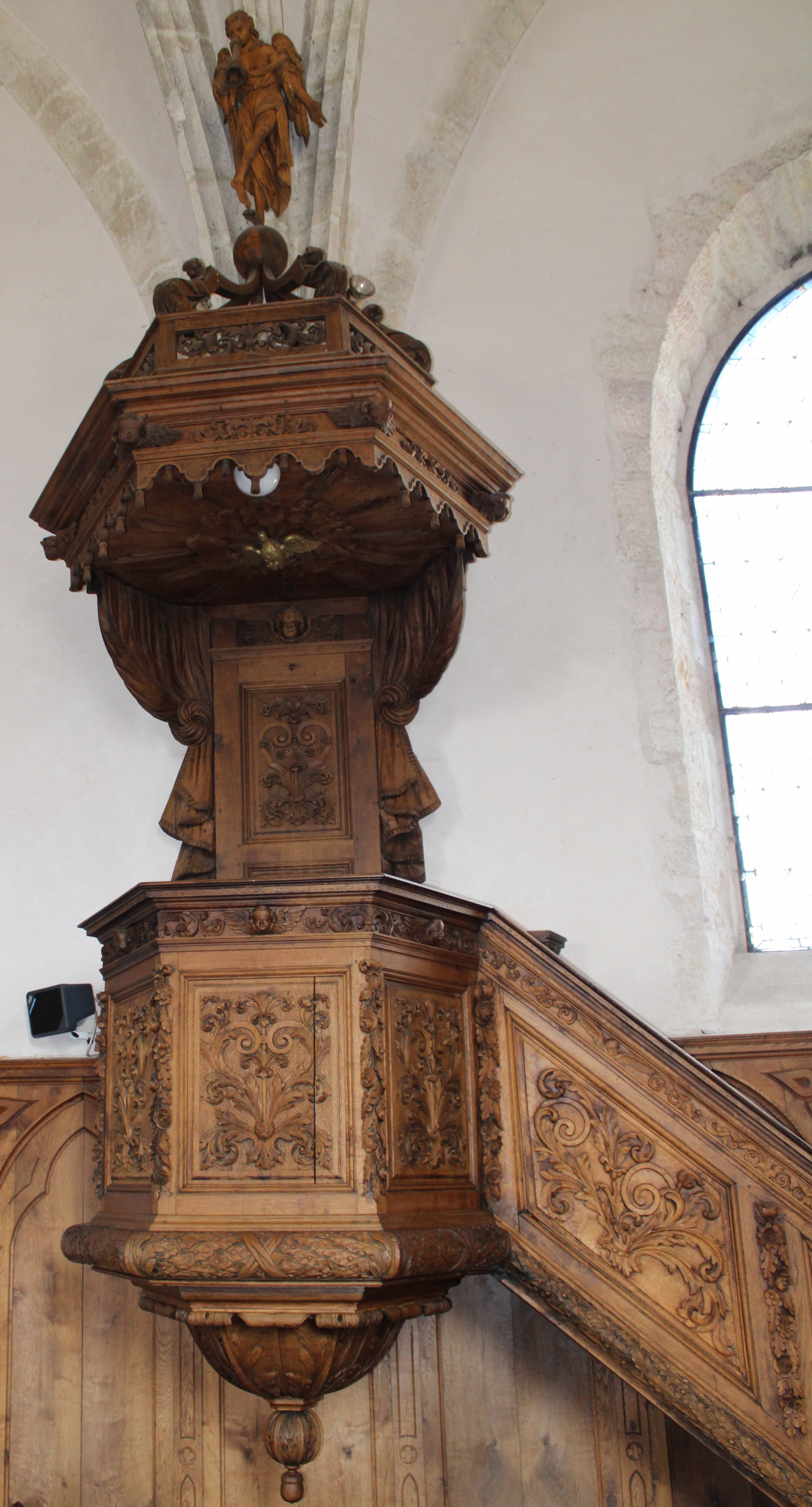
La chaire datée de 1729.
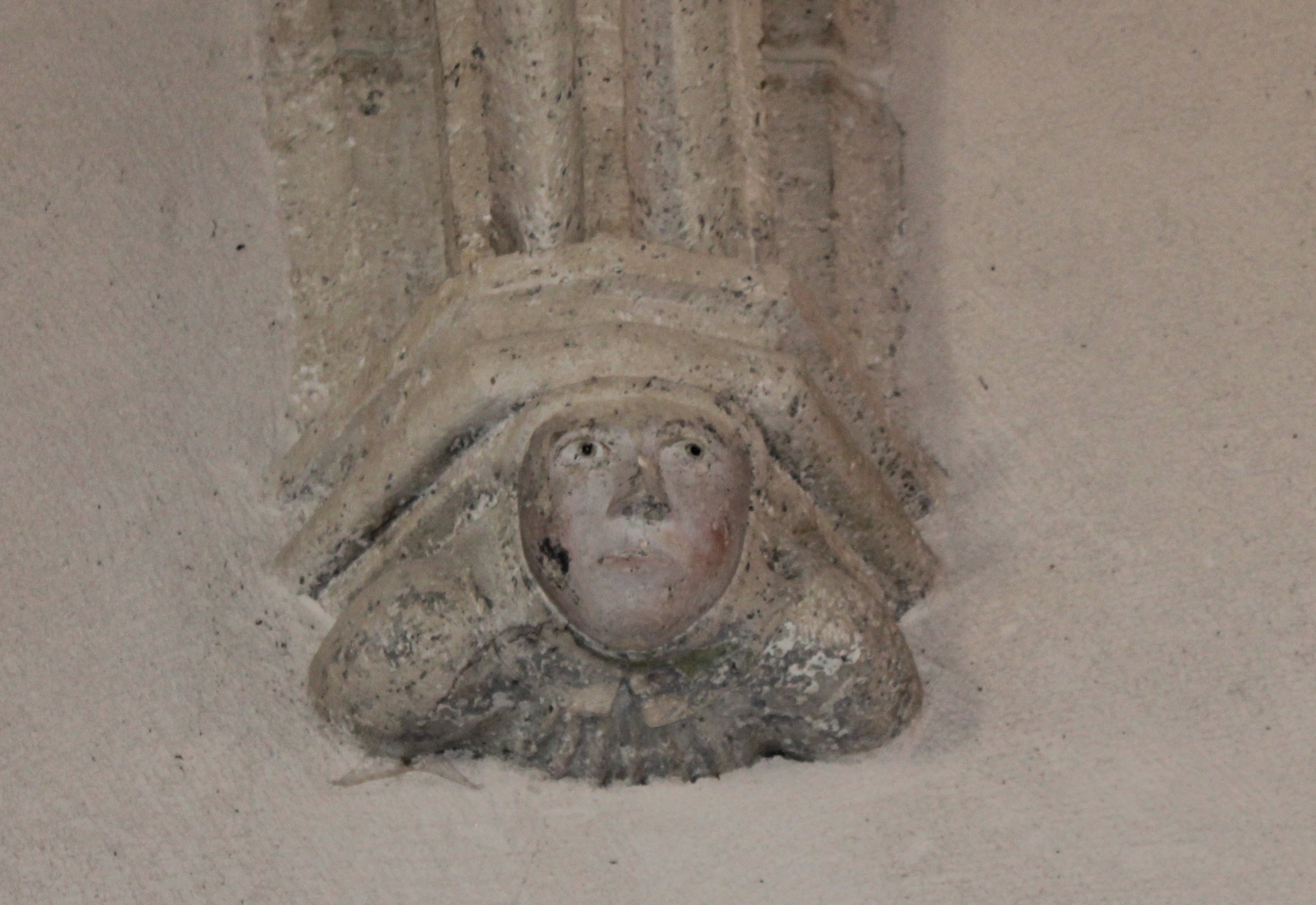
Culot d'ogive.
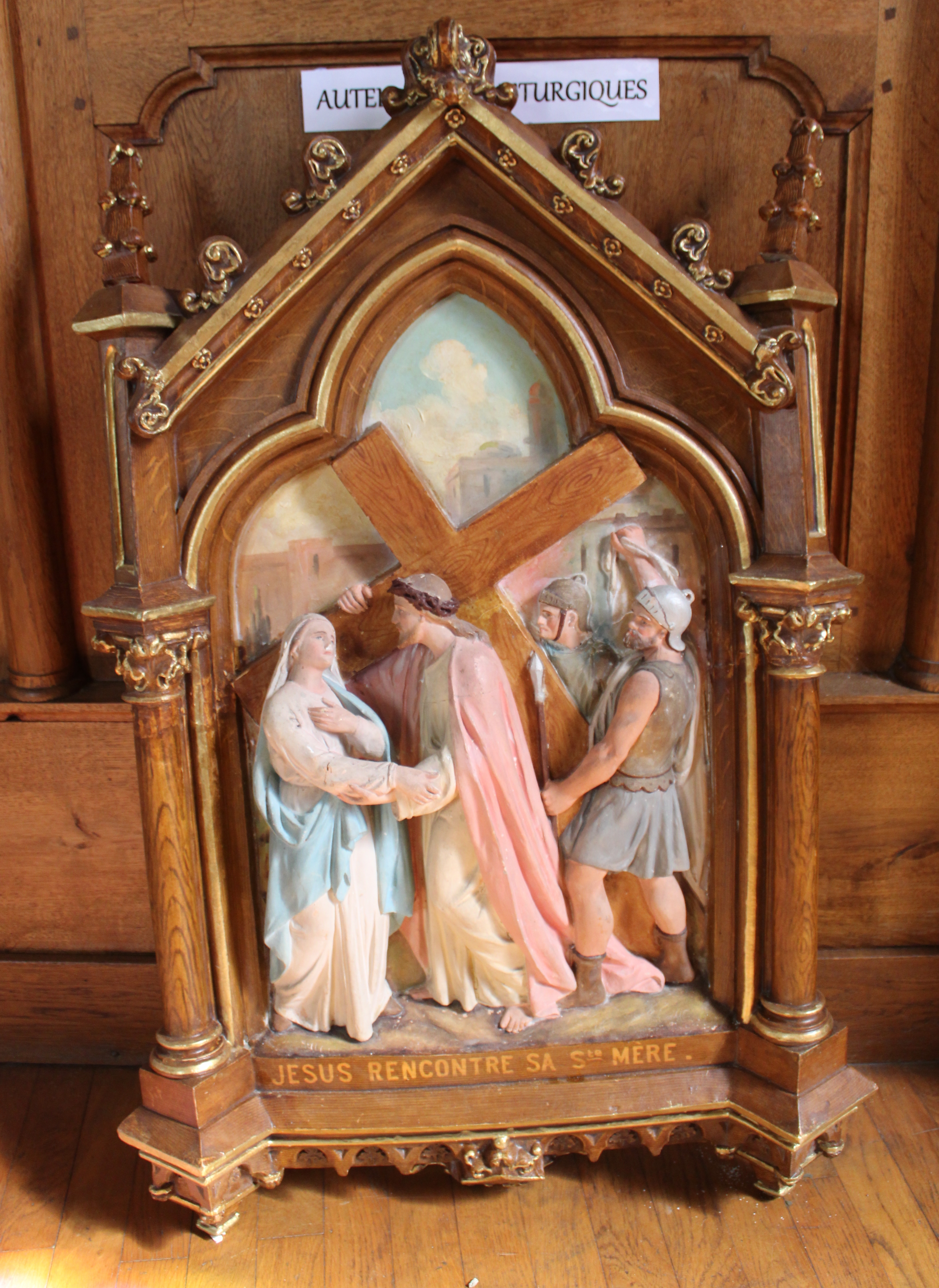
Chemin de croix Station IV.